# Shadows in the Night
Shadows in the Night é o trigésimo sexto álbum de estúdio de Bob Dylan lançado em fevereiro de 2015. O álbum consiste de uma seleção de clássicos pop que foram gravados por Frank Sinatra.
O álbum foi recebido com aclamação pela crítica e foi elogiado pela performance e pelos arranjos feitos por Dylan e sua banda.

## Criação e gravação
Shadows in the Night consiste de 10 baladas gravadas por Frank Sinatra entre nos anos 50 e os anos 60. As canções selecionadas cobrem o período em que os álbuns de Sinatra exploravam emoções como a separação e o coração partido, como Where Are You?, de 1957, No One Cares, de 1959 e All Alone, de 1962. A maioria das canções são standards escritos por Tin Pan Alley, em um compaço lento e melancólico. A maioria dos arranjos são centralizados na voz de Dylan. 
Shadows in the Night foi gravado no estúdio B, nos estúdios da Capitol, mesmo estúdio em que Sinatra gravava com frequência. De acordo com engenheiro Al Schmitt, as canções foram todas gravadas ao vivo, com todos os membros da banda num só estúdio.
No total, 23 canções foram gravadas, das quais 10 foram escolhidas.

## Músicas
| N.º | Título                         | Duração |  |
| 1.  | "I'm Am A Fool to Want You"    | 4:51    |  |
| 2.  | "The Night We Called It A Day" | 3:24    |  |
| 3.  | "Stay With Me"                 | 2:56    |  |
| 4.  | "Autumn Leaves"                | 3:02    |  |
| 5.  | "Why Try To Change Me Now"     | 3:38    |  |
| 6.  | "Some Enchanted Evening"       | 3:28    |  |
| 7.  | "Full Moon and Empty Arms"     | 3:26    |  |
| 8.  | "Where Are You"                | 3:37    |  |
| 9.  | "What'll I Do"                 | 3:21    |  |
| 10. | "The Lucky Old Sun"            | 3:39    |  |